# エドソン・プッチ
エドソン・ラウール・プッチ・コルテス（Edson Raúl Puch Cortez、1986年4月9日 - ）は、チリ・タラパカ州イキケ出身の元プロサッカー選手。元チリ代表。現役時代のポジションは、フォワード。

## 経歴

### クラブ
地元クラブのデポルテス・イキケでプレーを始め、2003年にCDウアチパトのリザーブチームと契約を結んだ。ウアチパトのトップチームで2シーズンプレーした後、2008年に3部リーグで優勝したデポルテス・イキケに復帰した。2009-アペルトゥーラではチームの中心として活躍、シーズン終了後にホルヘ・サンパオリ監督率いる国内強豪クラブのウニベルシダ・デ・チレに85万ドルで移籍した。
ウニベルシダ・デ・チレ加入後すぐにチームにフィットしたが、5月にUAEのアル・ワスルFCに400万ドルで移籍した。アル・ワスルではディエゴ・マラドーナの指導を受けたが、6試合・1得点に終わった。
2012年、レンタルの形でデポルテス・イキケに復帰。半年ほどプレーしたものの、ノーインパクトに終わる。一度アル・ワスルに復帰した後、再びデポルテス・イキケにレンタルで復帰。しかし選手登録は行われず、練習生としてチームに帯同し2013年1月になってようやく選手登録が完了した。
2013年6月、アル・ワスルに復帰。2014年8月の契約満了後しばらく無所属の状態が続いたが、2015年1月にアルゼンチンのCAウラカンに加入。シーズン終了後、チリ代表で指導を受けたクラウディオ・ボルギ監督率いるLDUキトに移籍。
コパ・アメリカ・センテナリオ終了後、クラブ・ネカクサに移籍。
2017年6月、CFパチューカに移籍。2018年1月、ケレタロFCに移籍。

### 代表
キリンカップサッカー2009・日本戦で46分にホルヘ・バルディビアと交代しチリ代表デビュー。試合には0-4で敗れた。
2015年6月、コパ・アメリカ2015のメンバーに選ばれたが、負傷のため最終登録メンバーから外れた（代わりにフランシスコ・シルバが選出）。
コパ・アメリカ・センテナリオではメキシコ戦で代表初ゴールを含む2ゴールを挙げ、7-0の大勝に貢献した。決勝では80分から途中出場した。

## タイトル
ウニベルシダ・デ・チレ
- プリメーラ・ディビシオン: 2011–アペルトゥーラ

ウラカン
- スーペルコパ・アルヘンティーナ: 2014

ウニベルシダ・カトリカ
- プリメーラ・ディビシオン: 2019, 2020, 2021

チリ代表
- コパ・アメリカ: 2016